# Arjuzanx
Arjuzanx korábbi község Franciaország Új-Aquitania régiójában, Landes megyében. 2019. január 1-jén három másik korábbi községgel egyesült és az így létrejött Morcenx-la-Nouvelle új község része lett.
Lakosainak száma 212 fő (2018. január 1.). Arjuzanx Arengosse, Morcenx, Villenave és Rion-des-Landes községekkel határos.

## Népesség
A település népességének változása:
| Lakosok száma | 294  | 238  | 228  | 214  | 206  | 213  | 216  | 220  | 214  | 212  |
|               | 1968 | 1975 | 1982 | 1999 | 2006 | 2011 | 2013 | 2016 | 2017 | 2018 |